# 불나무진총산호
불나무진총산호는 총산호과의 무척추동물이다. 가지는 70~90°로 분지하며 위쪽으로 휘어져 가지끼리 평행하게 달린다. 줄기와 가지의 분지면은 약간 납작하다. 가지는 가늘고 길며 48mm 높이에서 처음으로 분지한다. 
수심 10~30m 암벽이나 바위에 부착하여 서식한다.